# A doua epistolă a lui Pavel către Timotei
A doua epistolă a lui Pavel către Timotei este a doua din cele trei epistole pastorale din Noul Testament. E scrisă ca adresată de Pavel lui Timotei, fost colaborator al său în misiune și la momentul scrierii episcop al Bisericii din Efes. Autenticitatea ei este respinsă de majoritatea criticilor moderni. Cei care o acceptă, însă, o consideră ultima scrisoare a lui Pavel care ne-a parvenit, scrisă la puțin timp înaintea martirajului său.